# Olof Adlerberg
Olof Adlerberg, född 18 juni 1699 på Uttersberg i Heds socken i Västmanland i Skinnskattebergs bergslag, död 13 januari 1757 i Järfälla socken i Uppland, var en svensk kammarherre och herre till Säby och Jakobsberg, båda i Järfälla socken, Stockholms län. Olof Adlerberg och hans hustru Anna Sofia Gyllenborg ligger begravda i det Adlerbergska gravkoret, den så kallade "Pyramiden" vid Järfälla kyrka.

## Släktförhållanden

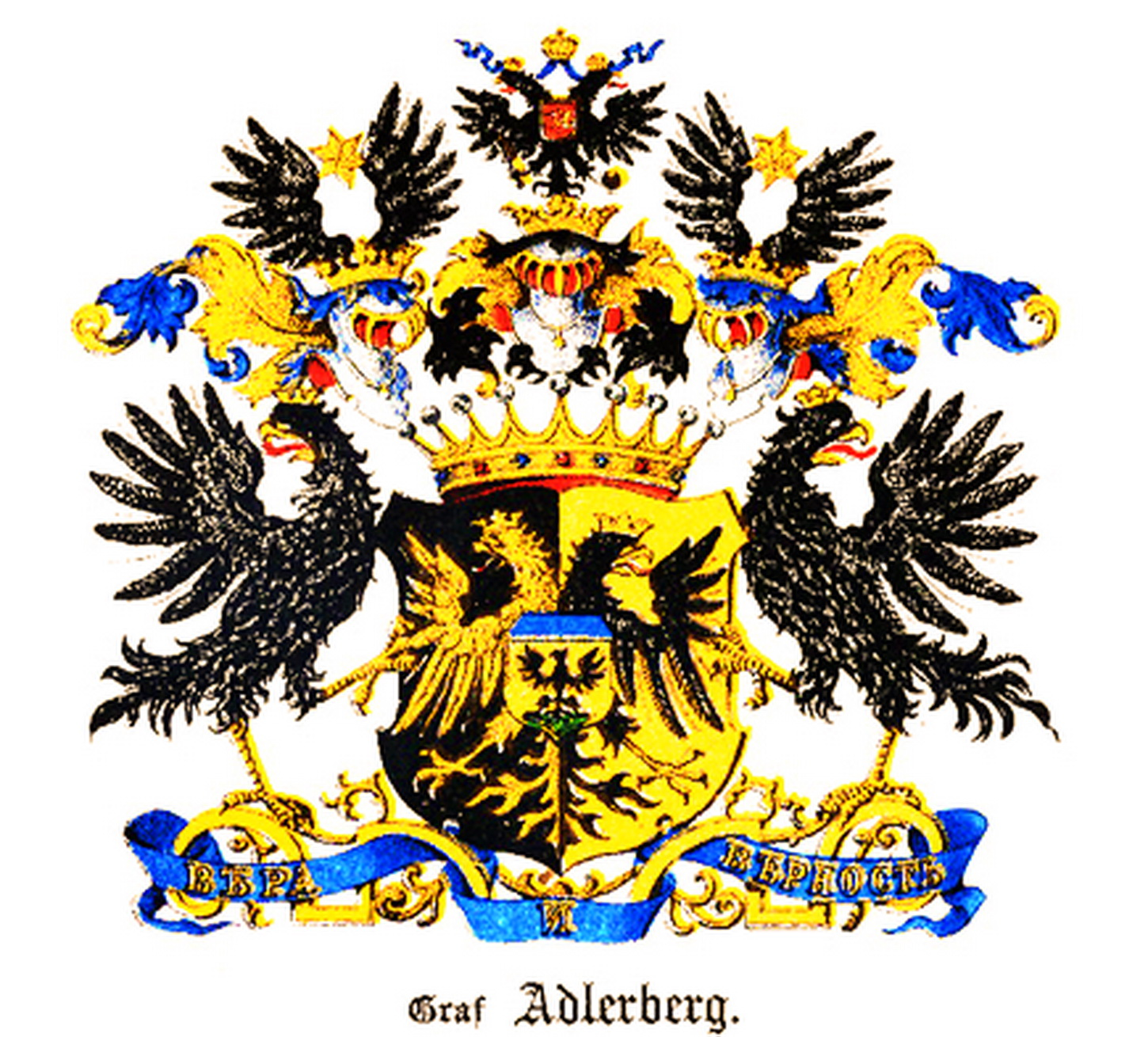
Vapenskölden för adliga ätten Adlerberg nr 1061.

Olof Adlerberg var son till majoren Göran Svebilius (1662-1706), adlad Adlerberg och hans hustru Maria Utterklo (1674-1731) i hennes andra gifte. Fadern var herre till Uttersberg i Heds socken, Västmanlands län. Olof Adlerberg var bror till Inga Maria Adlerberg, född 1698, och Elisabet Adlerberg, född 1702. Olof Adlerbergs farfar var ärkebiskopen Olof Svebilius (1624-1700). Svebilius sju barn adlades 1684 med namnet Adlerberg.

## Bakgrund

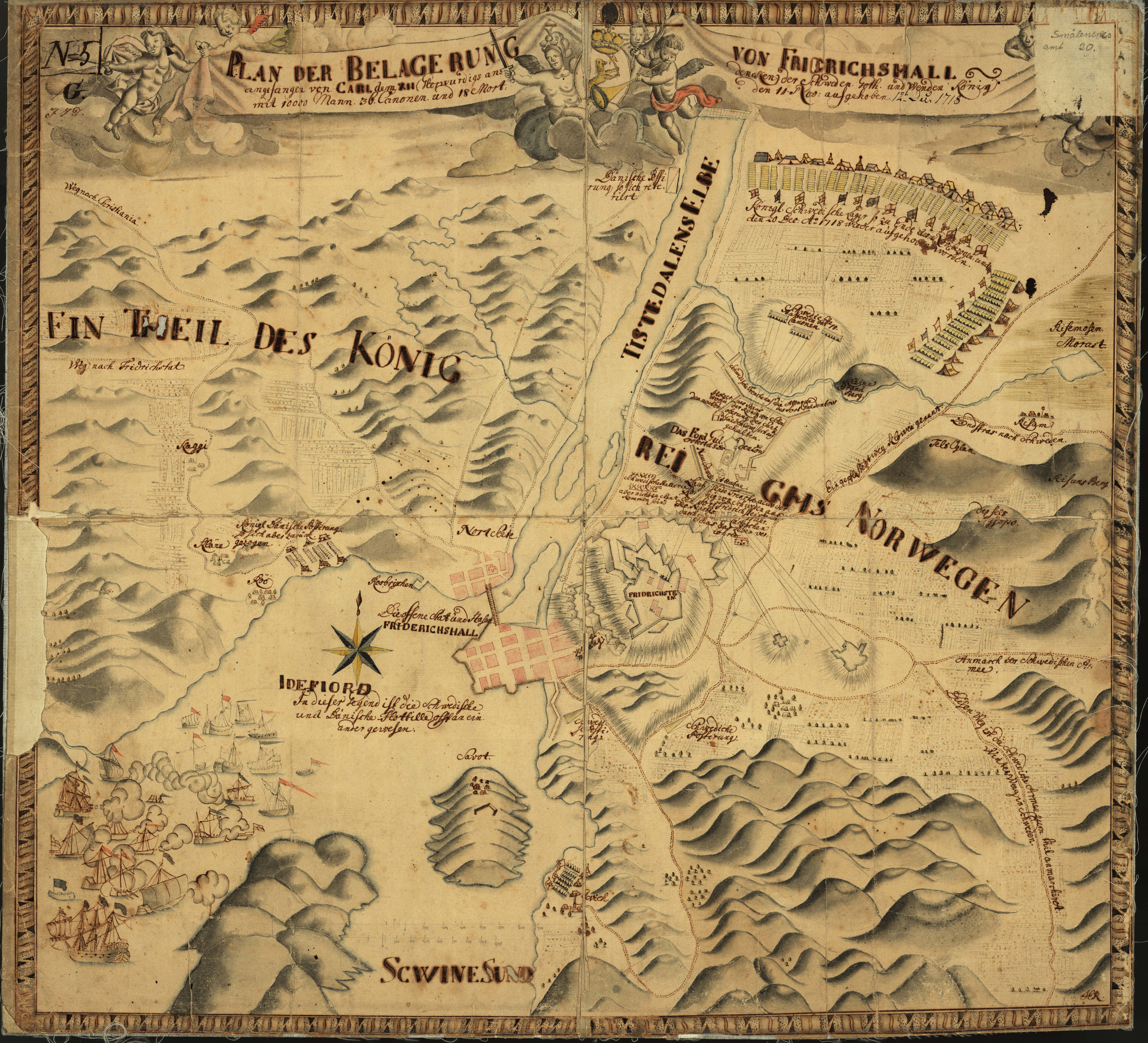
Olof Adlerberg var med i Fredrikshald när Karl XII blev beskjuten 30 november 1718. Situationskarta över belägringen i Fredrikshald 1718.

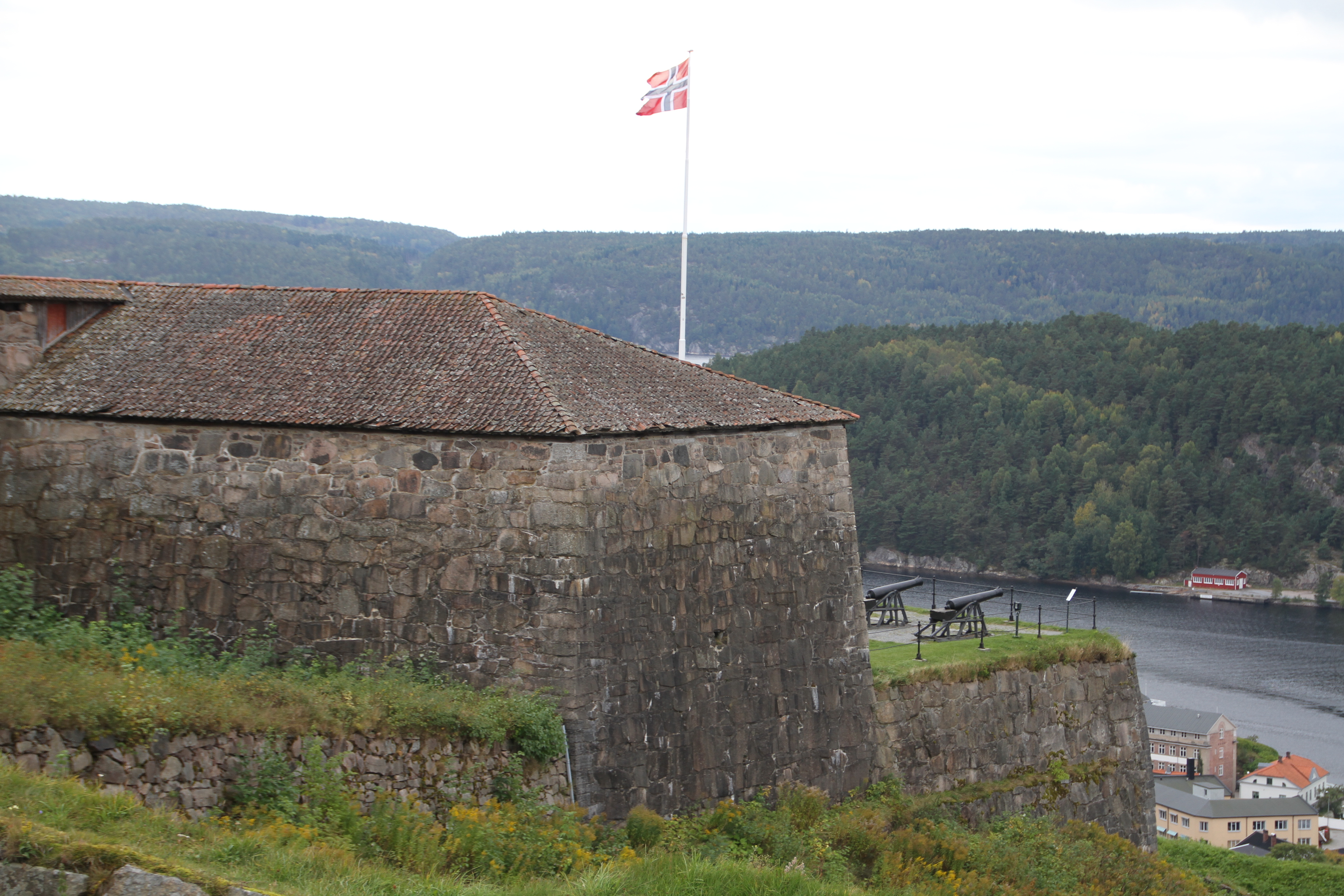
Fredrikstens fästning.

Olof Adlerberg blev student vid Uppsala universitet 1715 och 1718 volontär vid Livregementet till häst. År 1719 blev han adjutant vid Livregementet och 1722 kornett; 1728 fick han ryttmästares avsked. Han blev expektant vid Södra skånska kavalleriregementet till 1732.
Som ung hade Adlerberg varit med vid Fredrikshald 1718 i Norge när Karl XII blev skjuten.
Vid 45 års ålder, 7 januari 1744, fick han kammarherres fullmakt hos Fredrik I. Senare, den 4 december 1751, blev han riddare av Svärdsorden.

## Giftermål
Vid 32 års ålder gifte Adlerberg sig första gången den 12 augusti 1731 i Filipstad med Elisabet Catharina Lindbom i hennes andra gifte. Hon var dotter till brukspatronen och tullinspektoren Peter Lindbom och Christina Dionysia. Hon hade tidigare varit gift med brukspatronen Jonas Salin (1693-1730). Hon var född 1702 och hade med Salin fått en son, Henrik (Salin) (1729-1788). Efter att hon gift om sig med Adlerberg 1731 födde hon 7 oktober 1732 deras son Göran (1732-1794) i Filipstad. Den 30-åriga modern avled emellertid i barnsäng 31 oktober 1732.
Sonen Göran Adlerberg, som blev statskommissarie, kom att efter faderns död 1757 ärva Säby gård och Jakobsbergs gård, men han sålde dessa gårdar tidigt. Han ärvde Seglingsbergs bruk (järnbruk, stångjärn] i Ramnäs socken i Västmanland och som han ägde 1765. Göran Adlerberg ärvde även Fors bruksegendom (järnbruk) i Västervåla socken, Västmanlands län. Dessutom ägde han en del i Saxhytte masugn (bergsbruk med osmundbläster) nordväst om Ludvika i Grangärde socken, Kopparbergs län. Han hade även del i Segerfors silver-, koppar- och järnverk i Arvika socken, Värmlands län samt i Långvinds bruk (järnbruk) i Engers socken, Gävleborgs län.
Adlerberg gifte sig andra gången 29 juli 1733 i Stockholm med grevinnan Anna Sofia, född Gyllenborg 21 september 1711, död 5 januari 1766 på Säby. Hon var dotter till överstelöjtnanten greve Anders Gyllenborg och friherrinnan Virginia Christina Kruuse af Verchou samt syster till riksrådet och kammarherren Henning Adolf Gyllenborg.
I Olof Adlerbergs andra äktenskap föddes sju barn, varav fem uppnådde vuxen ålder. De sju barnen var Carl Anders, född 1734, Virginia Sofia, född 1735, Maria Inga, född tvilling 1736, Anna Charlotta, född tvilling 1736, Ulrika Elisabet, född 1738, Fredrika Eleonora, född 1739 och Sara Andréetta, född 1741. Olof Adlerberg blev således far till åtta barn. Alla de åtta barnen var födda då Adlerberg 1749 köpte Säby gård. Två av barnen hade tidigt avlidit. Det var nu en stor familj med sex barn att försörja. Det blev sedan den äldste sonen Göran som fick ärva både Säby och Jakobsberg.

## Ägare av Säby gård och Jakobsbergs gård i Järfälla

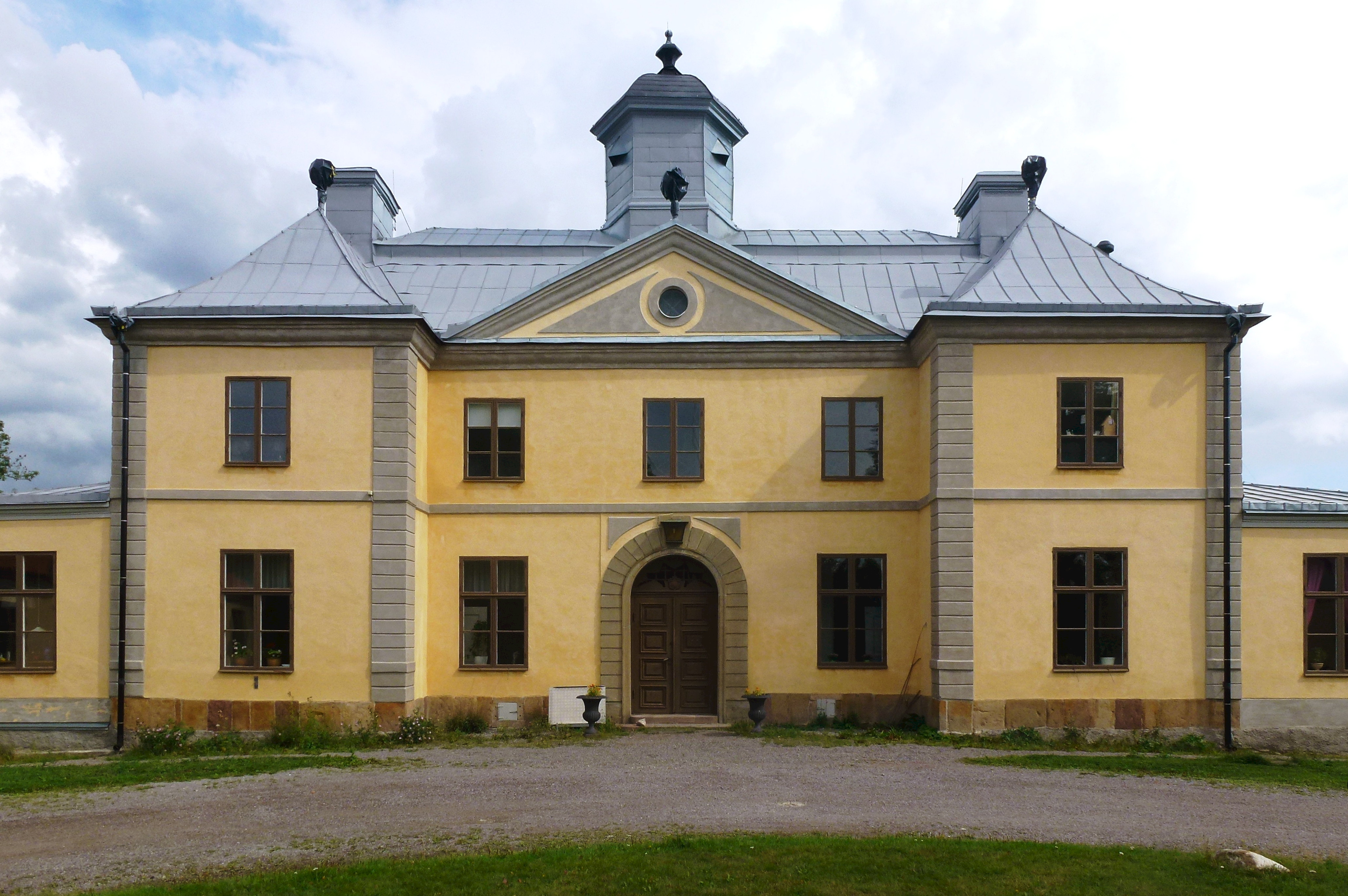
Säby gårds huvudbyggnad från väster som den ser ut idag. År 1915 blev Kronan ägare och 1965 gjordes gården till byggnadsminnesmärke och 1970 såldes den till Järfälla kommun.

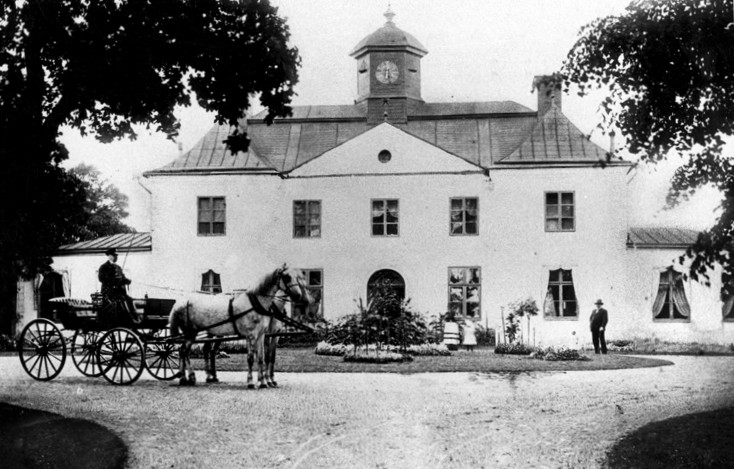
Fotografi av Säby gård på 1890-talet. Manbyggnadens gårdsfasad. De envåniga sidopartierna, "pocherna", tillbyggdes omkring år 1800.

Under en del av 1700-talet förenades Jakobsbergs gård på Vibble ägor med Säby gård i nära anslutning till Säbysjön på Järvafältet i Järfälla socken. Gården var tidvis utarrenderad. År 1766 skildes de båda gårdarna och Jakobsberg köptes av greve Ulrik Barck. På Vibble bys ägor hade säteriet Jakobsberg bildats på 1600-talet. Säby räknades 1754 som Järfällas finaste gård, dess herrskapsfolk satt på första bänken i Järfälla kyrka på såväl Manfolks- som Qwinnfolkssidan. Olof Adlerberg och hans maka Anna Sofia Gyllenborg skänkte åtskilliga prydnadssaker till Järfälla kyrka. Vid Olof Adlerbergs jordfästning 1757 sade kyrkoherde Lars Honther bland annat: "Tu hafwer ock warit omistelig för thetta tempel; ty tin gifmilda hand ock öma vård hafwer bragt det utur sin bofälliga skröplighet, och satt thet uti thet täcka stånd thet nu är."

### Säby gård i Järfälla
Säby gårds karolinska gårdsanläggning i Järfälla socken är belägen "vid Säbysjön på en vacker nejd", skrev Lars Salvius 1741. "Äger härliga förmåner i åker och äng, jämte fiske till husbehov." Drottning Kristina skänkte Säby i Järfälla, där Schering Rosenhane (den äldre) byggde ett sommarslott samtidigt som Schering Rosenhanes palats på Riddarholmen. Lars Salvius omtalar, att riksrådet och överståthållaren Schering Rosenhane (1609-1663) av två bondehemman, Herrestad och Säby, "gjort detta till säteri och byggt där på ett ståteligt stenhus". Arkitekt var Nicodemus Tessin den äldre.
Trädgården på Säby sträckte sig i terrasser ned till Säbysjön. I mittaxeln låg en ruddamm, omgiven av ett regelbundet kanalsystem. Flyglarna fick inte det i Suecian avbildade utseendet med lanterninkrönta tak. De byggdes senare och blev enkla envåningshus med säteritak. Någon gång i början av 1700-talet höjdes manbyggnadens mittparti till två våningar, och fick brutet tak. Lanterninen bibehölls, men inte balkongen. Efter Adlerbergs tid på Säby gård förlängdes huset med två envånings "pocher", troligen omkring år 1800.

### Familjen bodde på Säby gård
Olof Adlerberg köpte Säby gård på Järvafältet 1749 av fältmarskalken och riksrådet Carl Gustaf Dückers arvingar. Den stora familjen Adlerberg med sex barn var bosatt på Säby gård från 1749. När de flyttade in på Säby 1749 var de fem döttrarna i åldrarna 8 år, 11 år, tvillingar 13 år, 14 år och äldste sonen var 17 år. Samma år, 1749, köpte familjen Adlerberg även Jakobsbergs gård, men fortsatte vara bosatt på Säby gård.

### Jakobsbergs gård

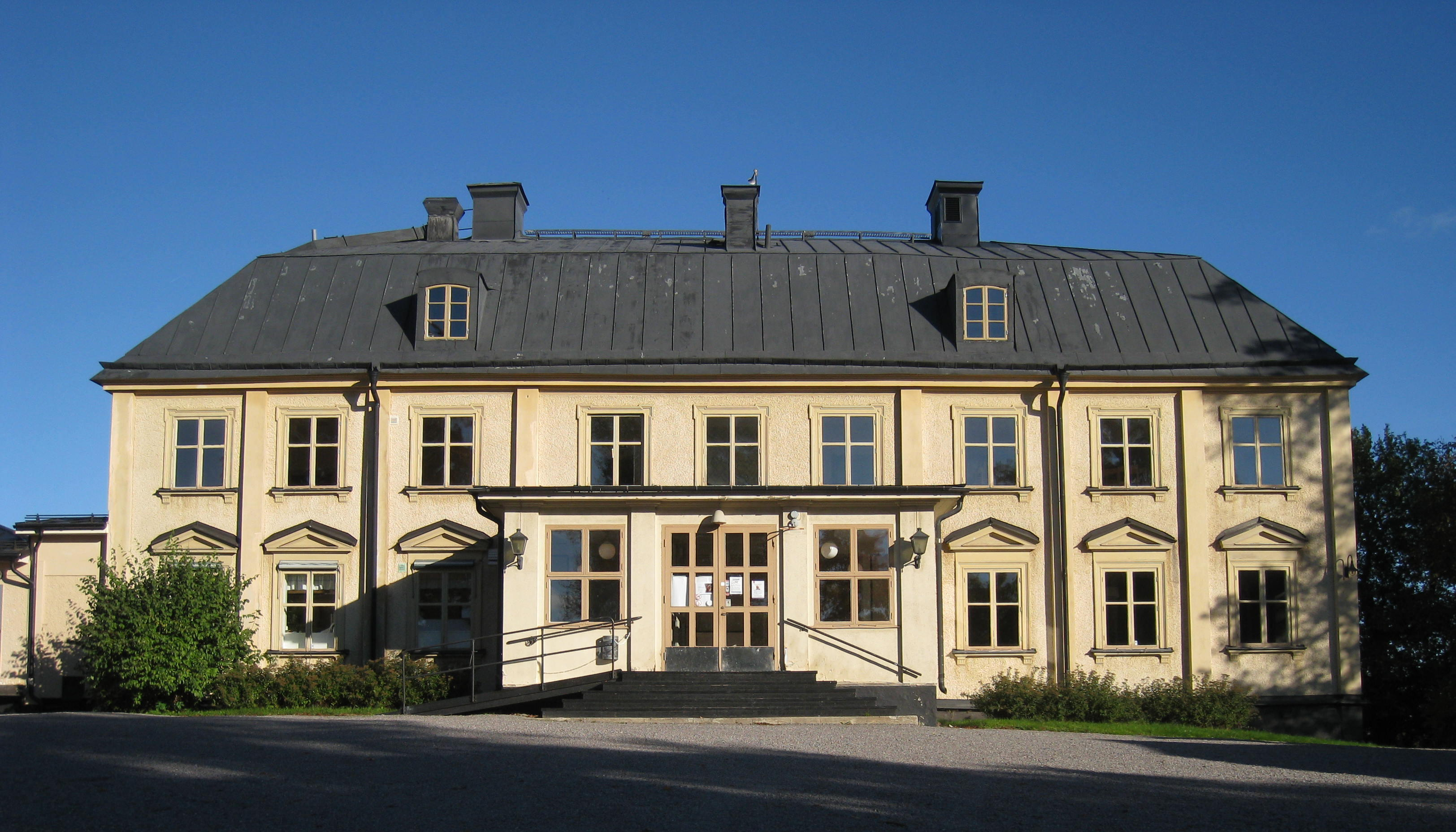
Jakobsbergs gård, huvudbyggnaden, bevarar till det yttre sin karaktär från 1700-talet, men ombyggdes helt invändigt, när Jakobsbergs folkhögskola startade 1919.

Jakobsbergs gård i Järfälla socken såldes år 1722 till  fältmarskalken greve Carl Gustaf Dücker. Han hade samma år köpt också Säby gård, som han hade som sin huvudgård och brukade Jakobsberg därunder, men skrev sig greve till Jakobsberg. År 1749 köptes Jakobsberg av Olof Adlerberg. Han lät själv bruka gården, men bodde på Säby och höll tjänstefolk bara på Jakobsberg. Vid denna tid var trädgården vid Jakobsberg liksom tidigare särskilt utarrenderad till en trädgårdsmästare. 1768 såldes Jakobsberg, efter att ha skilts från Säby, till greve Ulrik Barck.

### Olof Adlerberg avled 1757
Olof Adlerberg avled hastigt på Säby gård i Järfälla socken 13 januari 1757. Han begravdes 23 januari 1757 i Järfälla kyrka. Som ovan nämnts höll kyrkoherden i Spånga-Järfälla Lars Honther en likpredikan. Den trycktes senare, vari han omtalade Adlerbergs bistånd till kyrkan. Efter själva likpredikan är dessutom i samma skrift tryckt "Tankar Wid Grafwen" av Hedvig Charlotta Nordenflycht. Följande strof kan citeras:
| ” | Et fåfängt ros ej Dygden lider; Wår kära Adlerberg dess pligter fölgde rätt, Och i de ärelystna tider Gaf gierna androm rum: War dock på wärdigt sätt En närand Rikets lem, fast mödan ej war lätt. | „ |

Efter Adlerbergs död 1757 ärvde samtliga barn Jakobsberg, men 1766 inlöste sonen Göran Adlerberg syskonens arvslotter och blev ensam ägare. Göran Adlerbergs innehav av Jakobsberg varade bara ett par år. 1768 sålde nämligen borgenärerna i hans konkursbo Jakobsberg till riksrådet greve Ulrik Barck (1718-1772).

### Anna Sofia Gyllenborg avled 1766
Adlerbergs maka Anna Sofia Gyllenborg bodde kvar på Säby gård och stod för gården till sin död 1766. Hon avled där den 5 januari 1766 och begravdes i det Adlerbergska gravkoret (se nedan) vid Järfälla kyrka. Den utförliga noteringen i död- och begravningsboken, skriven av kyrkoherde Lars Honther, omtalar, att hon saknas mycket av alla i församlingen och att hennes bortgång blir särskilt kännbar för kyrkan och de fattiga. "Han och hans 2:a fru hava givit till Järfälla kyrka en silverkanna och en dopskål med deras namn påtecknade." År 1754 skänkte hon de medeltida ljusstavskrönen och år 1757 ett dopbord. Vidare skänkte hon ljusarmar, ljuskronor, altardukar och kalkkläden. Kort efter Anna Sofia Gyllenborgs död 1766 sålde arvingarna Säby gård till riksrådet greve Carl Fredrik Törnflycht (1711-1767), som emellertid avled redan 1767, men hans änka hade Säby till 1773, då hon och hennes dotter sålde gården till kammarrådet Carl Johan Stierngranat (1730-1802).

## Barn
Barn med Elisabet Catharina Lindbom:
1. Göran Adlerberg, född 7 oktober 1732 i Filipstad, död 20 augusti 1794 i Norrköping, till Säby och Jakobsberg. Statskommissarie. Gift 7 maj 1761 med grevinnan Anna Elisabet Löwenhielm.

Barn med Anna Sofia Gyllenborg:
1. Carl Anders, född 7 juni 1734, död 28 november 1734.
2. Virginia Sofia Adlerberg, född 4 maj 1735, död 24 november 1790 i Stockholm. Gift första gången 3 juli 1753 med Pehr Carlsköld (Pehr Schyllberg) (1718-1765), adlad och adopterad Carlsköld, B. Gift andra gången 1766 med generallöjtnanten friherre Bernt Fredrik Johan Stackelberg (1733-1801).
3. Maria Inga, född tvilling 8 juni 1736, död 5 juni 1799 i Stockholm. Gift 1 mars 1759 med översten Jakob Gerner (1722-1794), i hans andra gifte.
4. Anna Charlotta, född tvilling 8 juni 1736, död 24 februari 1767 i Stockholm. Gift 18 mars 1755 med läkaren och livmedikusen Abraham Bäck (1713-1795).[16]
5. Ulrika Elisabet, född 6 oktober 1738, död 3 juli 1765. Gift 28 februari 1759 med översten Axel Fredrik Cronhielm af Hakunge (1726-1773), i hans andra gifte.
6. Fredrika Eleonora, född 14 juli 1739, död 19 april 1740.
7. Sara Andréetta, född 20 mars 1741, död 14 november 1796 i Stockholm. Gift 4 november 1762 med hovrättsrådet Johan Linderstedt (1721-1790). Båda ligger begravna i Roslags-Bro kyrka i Uppland.

## Minnestavla och gravsten, Järfälla kyrka

### Dottern Anna Carolina Adlerberg, epitafium
Till höger framme i koret inne i Järfälla kyrka finns ett epitafium över dottern Anna Carolina Adlerberg (1738–1767), som var gift med läkaren Abraham Bäck. Minnestavlan är utförd i kolmårdsmarmor, och den latinska skriften lyder i översättning:
| ” | Med. Dr. arkiatern, kungl. Medicinska kollegiets preses lät åt sin allrakäraste hustru Anna Carolina Adlerberg, f. 19 juni 1738, d. 24 febr. 1767, för hennes sällsynta dygders skull uppsätta detta monument. | „ |

## Adlerbergska gravkoret

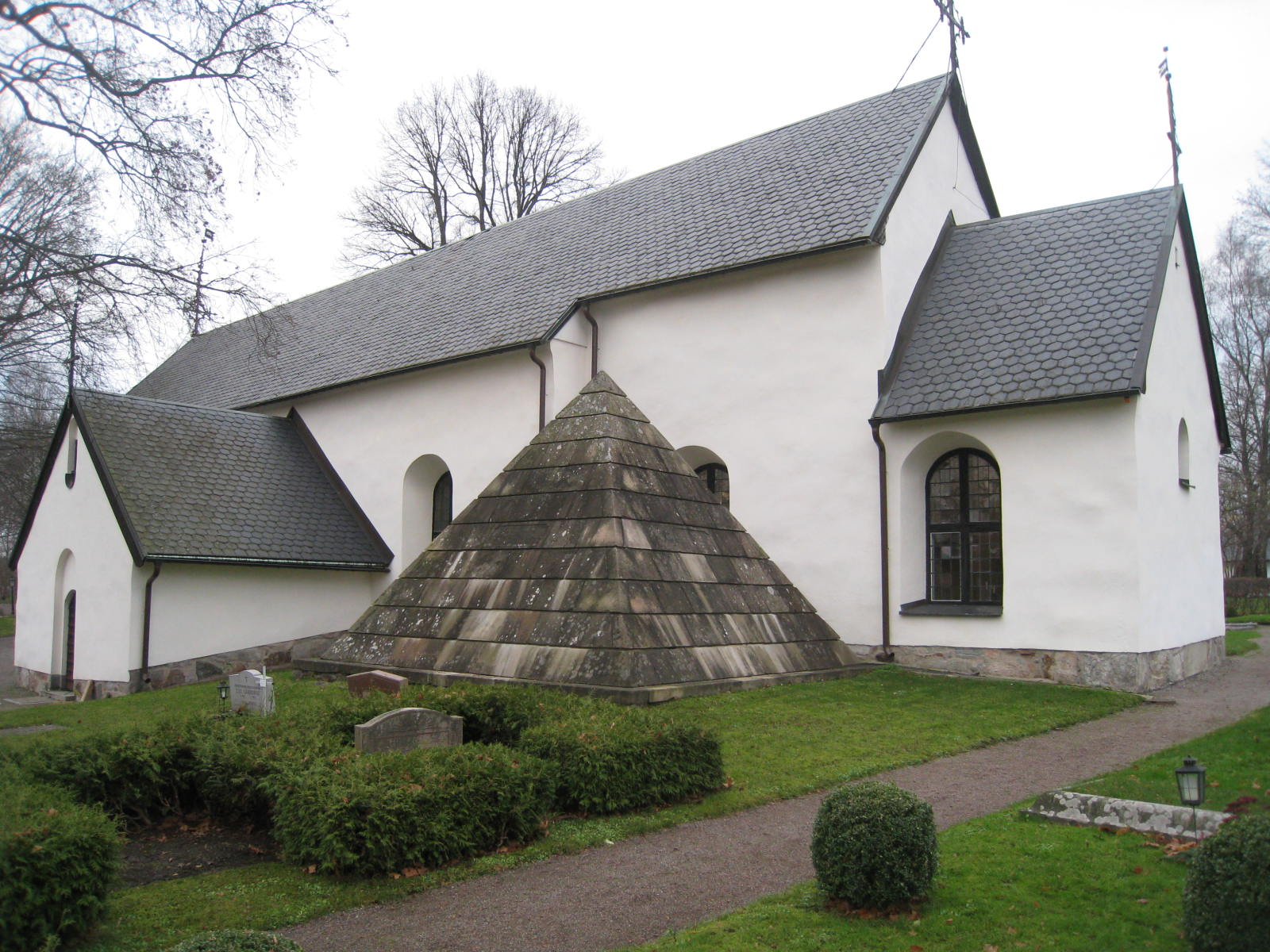
Adlerbergska gravkoret vid Järfälla kyrka.

Olof Adlerberg och hans hustru grevinnan Anna Sofia Gyllenborg ligger begravda i gravkoret intill kyrkan. Där ligger Pyramiden, som den vanligen kallas. Den stod färdig 1762 och är rest över Adlerberg och hans maka. Troligen är den ritad av Jean Eric Rehn. Förebilden är Cestiuspyramiden i Rom. Den sista gravsättningen ägde rum år 1940. Ingången till gravkoret var via en lös sten under dopfunten. År 1980 renoverades gravkoret, varvid stenen över trappan ner till graven murades igen.
Monumentets storlek vid basen är 6 x 6 m och höjden över marken är 4,5 m. Inskriptionerna åt söder och öster är mycket skadade. Enligt inventarieförteckningen i ATA av 30 oktober 1829 ska inskriptionen åt öster lyda: Här hwilar O. Adlerberg, sedan han följt H. S. Kong Carl XII i fält. Cornet vid Dess Lif Reg_te, sedan Ryttmästare, sist H. S. Kong Adolph Fredrik, född 1699, död 1757, med dess fru Grefwinnan S. Gyllenborg, född 1711, död 1766.
Gravkammarens inre är ett kvadratiskt plan har en storlek av 4,5 x 4,5 m. I samband med den sista begravningen 1940 företogs en undersökning av Riksantikvarieämbetet genom Iwar Andersson. I rapporterna över undersökningen heter det bland annat: "Tillståndet i kammaren måste sägas vara ovärdigt en grav." Restaureringsåtgärder föreslogs, men hade på 1950-talet inte kommit till utförande. För övrigt tydligen inte enda gången tillståndet i graven påkallat uppmärksamhet, av ett flertal omnämnanden i sockenstämmo-, kyrkostämmo- och kyrkorådsprotokollen att döma.